# Viișoara (Cluj)
Viișoara es una comuna de Rumania, en el distrito de Cluj. Su población en el censo de 2002 era de 5.870 habitantes.
- Datos: Q12725260

1. ↑  Worldpostalcodes.org,código postal n.º 407590.